# 伯備線
伯備線（日语：／ Hakubi sen */?）是一條由日本岡山縣倉敷市倉敷站開始，途經新見站，至鳥取縣米子市伯耆大山站的西日本旅客鐵道（JR西日本）鐵道路線（幹線）。路線名取自兩縣的古代令制國——備中国及伯耆国，2016年春季起開始使用路線編號及顏色，代表編號為。
此線越過中國地方的山區，連結山陽地方的岡山市與山陰地方的米子市，為「陰陽連絡線」之一。倉敷 - 新見間路線沿高梁川、生山 - 伯耆大山間路線沿著日野川。

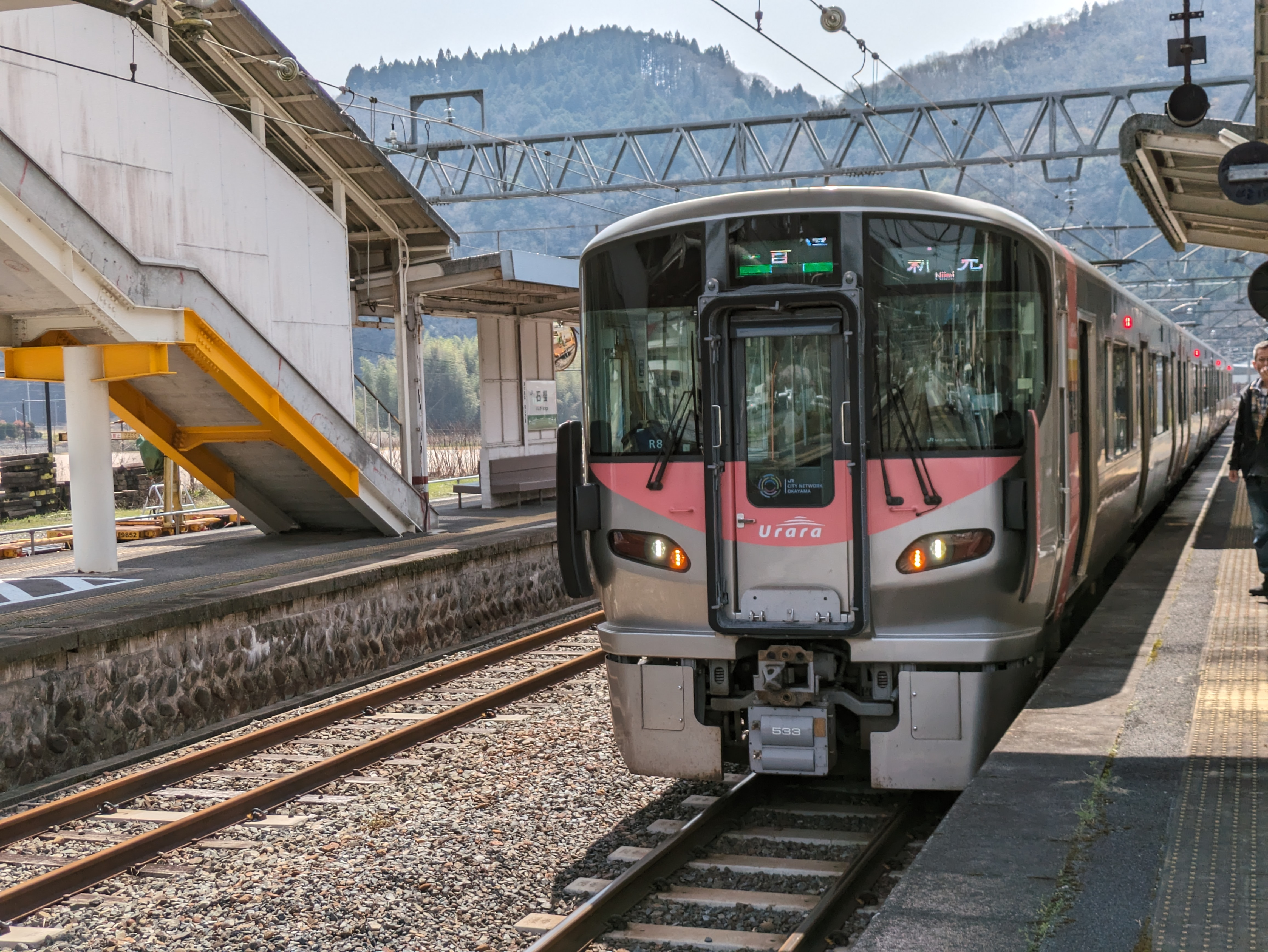
在石蟹站停靠的JR西日本227系電聯車 (2024年4月)

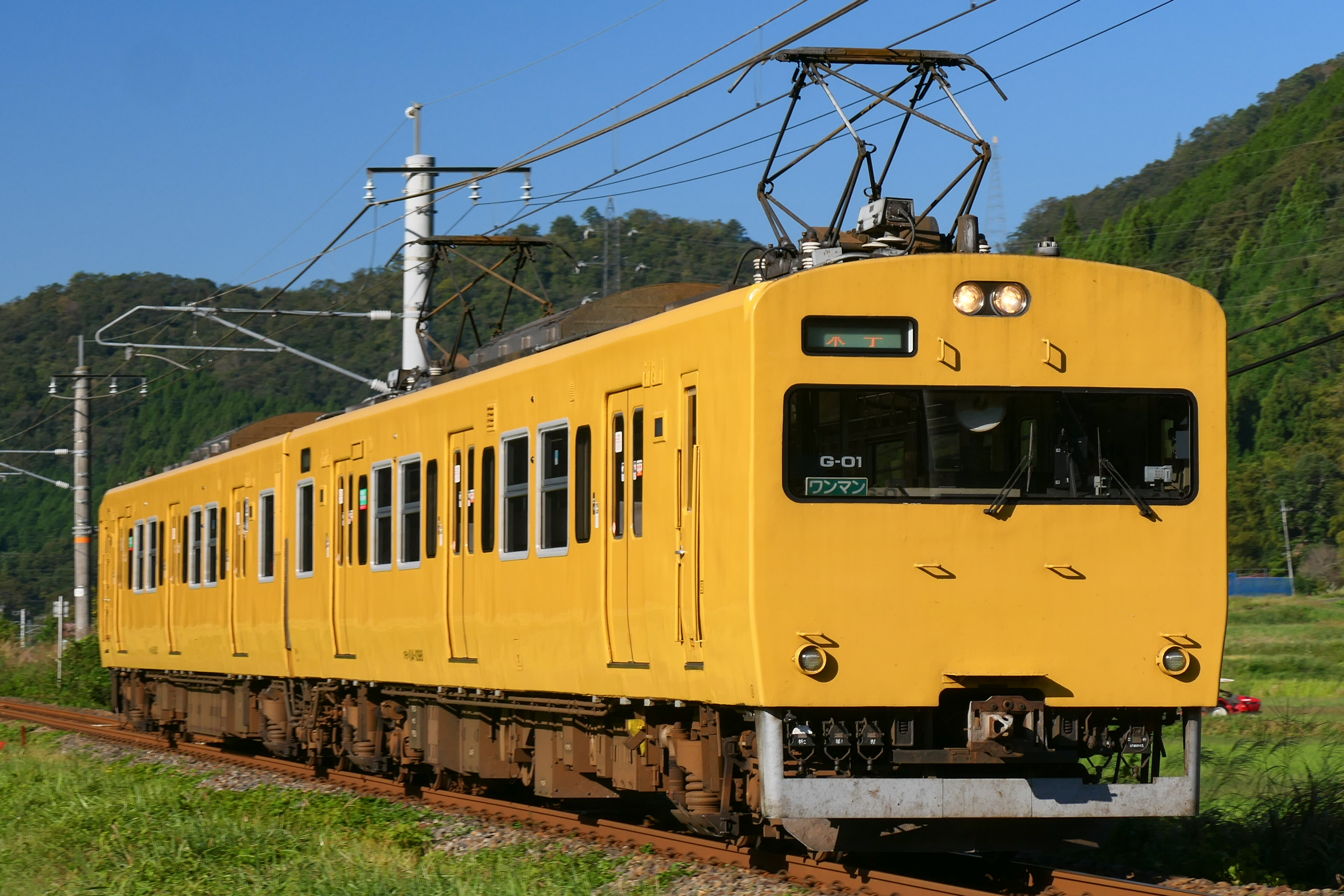
黑坂站至根雨站間的國鐵115系電聯車 (2022年10月)

## 概要
倉敷站－備中高梁站間位於IC乘車卡「ICOCA」的岡山、廣島地域的岡山、福山地區。另外，2016年12月17日岡山、廣島、山陰、香川地域當中，作為松江、米子、伯備地區，備中高梁站－伯耆大山站間的特急停靠站（新見站、生山站、根雨站）可以使用。備中高梁站以北的ICOCA使用路段只限乘車券機能，不發售ICOCA定期券。

## 路線資料
- 管轄、路線距離（營業距離）：
  - 西日本旅客鐵道（第一種鐵道事業者）、日本貨物鐵道（第二種鐵道事業者）
    - 倉敷站－伯耆大山站間 138.4公里

  - 井原鐵道（第二種鐵道事業者）
    - 清音站－總社站間（3.4公里）
- 軌距：1067毫米
- 站數：28個（包括起終點站）
  - 若只限屬於伯備線的車站，排除屬於山陽本線的倉敷站與屬於山陰本線的伯耆大山站[4]則為26個。
- 複線路段：倉敷站－備中高梁站間、井倉站－石蟹站間
- 電氣化路段：全線（直流1500V）
- 閉塞方式：複線自動閉塞式（複線路段）、單線自動閉塞式（單線路段）
  - 可交會車站：除武庫站外所有車站
- 最高速度：
  - 倉敷站－備中高梁站間：120公里/小時（381系（日语：国鉄381系電車））
  - 備中高梁站－江尾站間：110公里/小時（381系）
  - 江尾站－伯耆大山站間：120公里/小時（381系）
- 最小曲線：200R
- 最大坡度：25‰
- 運轉指令所（日语：運転指令所）：
  - 倉敷站－新鄉站間：岡山綜合指令所
  - 新鄉站－伯耆大山站間：米子運輸指令室
- 平均通過人員（日语：輸送密度）（人/日 2015年度）[5]
  - 路線全體：6,013
  - 倉敷站－備中高梁站間：11,295
  - 備中高梁站－新見站間：4,984
  - 新見站－伯耆大山站間：4,009

## 運行形態
岡山 - 出雲市間有特急「八雲號」運行。東京 - 出雲市間的寝台特急「Sunrise出雲」於伯備線行駛。
倉敷側的全列車直通運行至岡山站，伯耆大山側的全列車運行至米子站，還有經岡山往山陽本線相生車站・和氣車站・瀨戶站、赤穗線方向，經米子往山陰本線至西出雲站的快速列車。岡山 - 備中高梁間、生山・根雨 - 米子間有區間運轉列車。
新見 - 備中神代間有藝備線列車進入，途中的布原站只有藝備線列車停車，伯備線沒列車停車。
清音 - 總社間，是井原鐵道的第二種鐵道事業區間，與伯備線共用設施，有井原鐵道井原線列車運行。

## 使用車輛

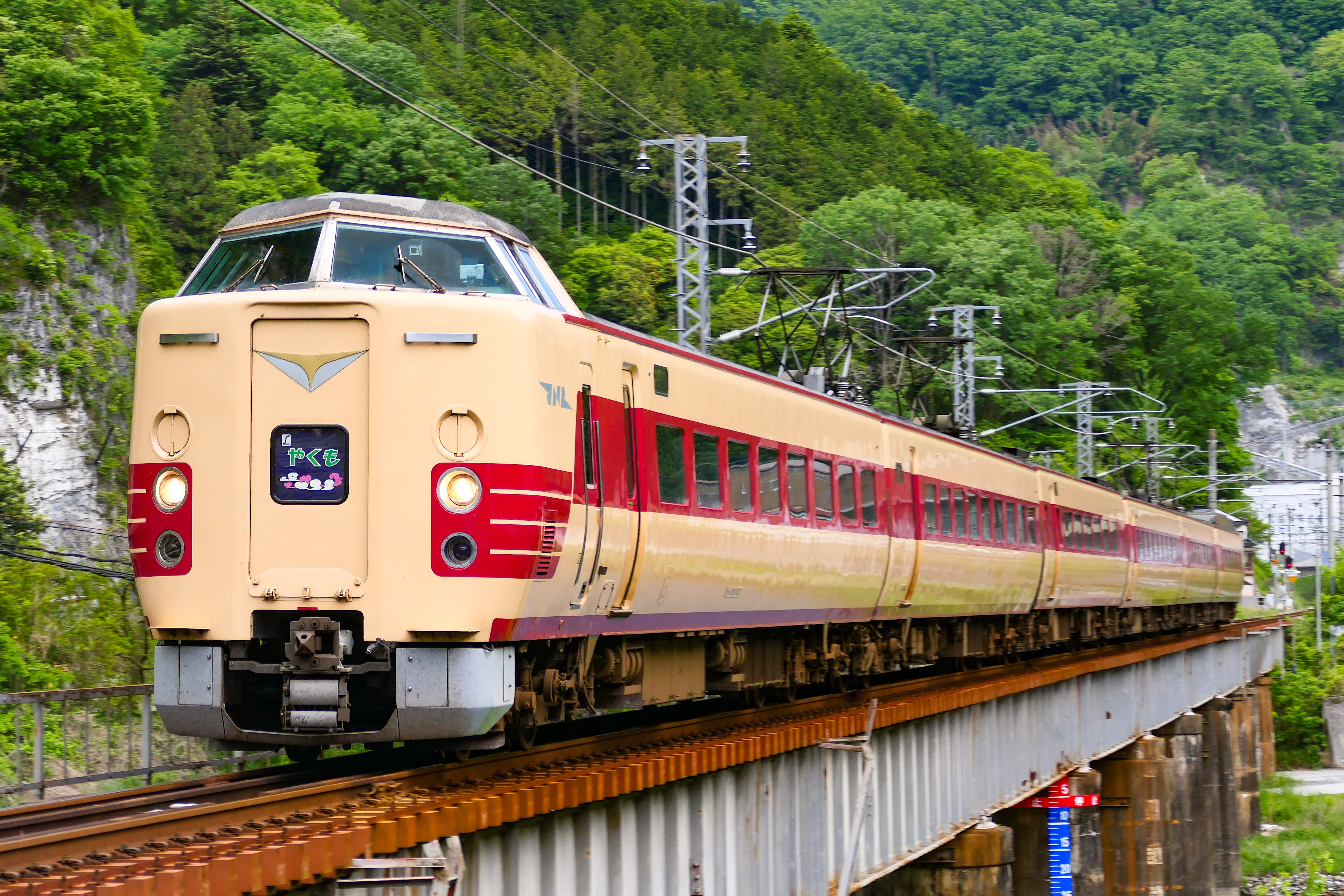
逐步退出伯備線的國鐵381系電聯車（2024年5月）

- 日本國鐵115系電力動車組
  - 岡山 - 米子間
- 日本國鐵213系電力動車組
  - 岡山 - 新見間
- JR西日本227系电力动车组
  - 岡山 - 新見間
- JR西日本273系電力動車組
  - 岡山 - 米子間
- JR西日本285系電力動車組
  - 岡山 - 米子間
- JR西日本Kiha120型柴油動車組
  - 新見 - 備中神代間
- JR西日本Kiha121形柴油動車組
  - 生山 - 米子間

## 歷史

### 路線歷史
建設時分別向南北方向推進。最初開業的北側伯耆溝口 - 伯耆大山間於1919年開業。1926年到達足立車站。
另一方、倉敷 - 宍粟（現在的豪溪）間的伯備南線於1925年開業。以後順次延伸，1927年到達備中川面車站，備中川面 - 新見 - 立間開業全線通車是1928年的事。
以地區線規格的丙線來建設，但其後作為陰陽連絡線而被重視，新幹線岡山開業時，進行米子・松江方向短縮路線整備、電氣化、部份區間改良等工程。

#### 伯備北線
- 1919年8月10日 伯備北線 伯耆溝口 - 伯耆大山間開業。
- 1922年
  - 3月25日 伯備北線 江尾 - 伯耆溝口間開業。
  - 7月30日 伯備北線 根雨 - 江尾間開業。
  - 11月10日 伯備北線 黒坂 - 根雨間開業。
- 1923年11月28日 伯備北線 生山 - 黒坂間開業。
- 1924年12月6日 伯備北線 上石見 - 生山間開業。
- 1925年
  - 4月1日 伯備北線 上菅車站開業。
- 1926年
  - 12月1日 伯備北線 足立 - 上石見間開業。

#### 伯備南線
- 1925年
  - 2月17日 伯備南線 倉敷 - 宍粟（現在的豪溪）間開業。
  - 5月17日 伯備南線 宍粟 - 美袋間開業。
- 1926年
  - 6月20日 伯備南線 美袋 - 木野山間開業。
- 1927年7月31日 伯備南線 木野山 - 備中川面間開業。

#### 伯備線全線通車後
- 1928年10月25日 備中川面 - 足立間開業，全線通車。倉敷 - 伯耆大山間為伯備線。
- 1935年5月16日 宍粟車站改名豪溪車站。
- 1936年10月10日 布原號誌站開設。
- 1953年12月15日 新郷車站開業。
- 1954年4月1日 倉敷 - 清音間的酒津暫乘降場開業。
- 1956年5月15日 日羽車站開業。
- 1959年11月1日 西總社車站改名總社車站。
- 1961年8月23日 武庫車站開業。
- 1962年6月1日 倉敷 - 清音間的酒津暫乘降場廢除。
- 1968年
  - 9月5日 清音 - 總社間複線化。
  - 9月25日 總社 - 豪溪間複線化。
- 1970年9月7日 豪溪 - 美袋間複線化。日羽車站移轉。
- 1972年
  - 2月23日 美袋 - 備中廣瀨間複線化。
  - 3月1日 全線導入調度集中系統（CTC）。
  - 3月12日 「D51三重連」於足立 - 新見間最後運行。
- 1973年
  - 4月1日 蒸汽機車引退，無煙化。
  - 9月18日 備中廣瀨 - 備中高梁間複線化。
  - 9月28日 廣石號誌站、下石見號誌站開設。
- 1975年2月27日 上溝口號誌站開設。
- 1979年
  - 3月13日 新見 - 布原號誌站（現在的布原）間複線化。
  - 10月9日 倉敷 - 清音間複線化。
- 1982年
  - 6月15日 井倉 - 石蟹間的3.1km複線化。
  - 7月1日 倉敷 - 伯耆大山間電氣化。特急「八雲號」改以電聯車行駛。
- 1983年7月26日 井倉 - 石蟹間改線，縮短1.2km。同區間的1.4km複線化。

#### 國鐵分割民營化之後
- 1987年4月1日 國鐵分割民營化，由西日本旅客鐵道繼承。全線由日本貨物鐵道任第二種鐵道事業者。布原號誌站昇格為布原車站。
- 1999年1月11日 井原鐵道井原線開業。清音 - 總社間由井原鐵道任第二種鐵道事業者。
- 2000年
  - 10月6日 鳥取縣西部地震 新郷 - 伯耆大山間不通。10月10日復原。
  - 10月29日 前日夜發生土砂崩塌 生山 - 根雨間不通。11月17日復原。
- 2007年夏 倉敷車站至備中高梁車站間可以使用JR西日本所發行的電子票證ICOCA進出站乘車。
- 2016年（平成28年）
  - 3月26日：導入路線編號與顏色[6][7]。木野山車站以北實施普通列車車門半自動開閉。
  - 12月17日：ICOCA的可用區間擴及到備中高梁車站至伯耆大山車站間的特急列車停車駅（包括新見車站、生山車站、根雨車站）[3]。
- 2017年（平成29年）1月24日：一列從豪溪車站發車的普通列車發生出軌事故[8]。
- 2018年（平成30年）
  - 7月5日：受西日本豪雨影響，備中高梁車站至生山車站間路段暫停列車行駛[9]。
  - 7月6日：倉敷車站至備中高梁車站間，以及生山車站至伯耆大山車站間因豪雨而停駛列車[9]。足立車站- 新鄉車站間土砂流入[10]。
  - 7月8日：根雨車站至伯耆大山車站路段恢復列車行駛[11]。
  - 7月9日：上石見車站至根雨車站路段恢復列車行駛[12]。
  - 7月11日：倉敷車站至總社車站路段恢復列車行駛[13]
  - 7月13日：總社車站至豪溪車站路段恢復列車行駛[14][15]。
  - 7月19日：據JR西日本公告的西日本豪雨後列車行駛計畫，豪溪車站至上石見車站路段預定於8月中旬修復後恢復列車行駛，從7月19日起至列車復駛前以巴士代替行駛[16]。
  - 8月1日：豪溪車站至上石見車站路段修復，全線提前恢復行駛[17]。
  - 8月28日至9月29日：因山陽本線在廣島縣多處路段嚴重受損，造成關西至九州的貨物列車無法行駛，JR貨物與JR西日本協議後，經國土交通省許可[18]，開行經伯備線、山陰本線及山口線繞道行駛的貨物列車班次[19][20]。

## 車站列表
為方便起見，末端部所有旅客列車直通的山陽本線岡山站－倉敷站間，與山陰本線伯耆大山站－米子站間也一併記載。
- 站名 … （貨）：貨物專用站，◆：貨物處理站（貨物專用站除外）
- 停靠站
  - 伯備線普通列車…布原站以外停靠所有旅客站。布原站只限藝備線直通普通列車停靠
  - 特急（八雲、日出出雲）…參見列車條目
- 軌道 … ∥：複線路段，◇、｜：單線路段（◇可進行列車交會），∨：此起往下為單線，∧：此起往下為複線
- ※：山阴本线伯耆大山站-米子站间

| 路線名稱 | 車站編號     | 中文站名           | 日文站名 | 英文站名 | 站間營業距離 | 倉敷起計的 營業距離                                  | 接續路線、備註 | 軌道   | 所在地        | 所在地      |
| -------- | ------------ | ------------------ | -------- | -------- | ------------ | ---------------------------------------------------- | --- | ------ | ------------- | ----------- |
| 山陽本線 | JR-V01       | 岡山               |          |          | -            | 15.9                                                 | 西日本旅客鐵道： 山陽新幹線、 山陽本線（相生方向）、 赤穗線、 宇野線（宇野港線）、 瀨戶大橋線、 津山線、 吉備線（桃太郎線） 岡山電氣軌道：東山本線 （岡山站前） | ∥      | 岡山縣        | 岡山市 北區 |
| 山陽本線 |              | （貨）岡山貨物總站 |          | /        | 2.8          | 13.1                                                 | | ∥      | 岡山縣        | 岡山市 北區 |
| 山陽本線 | JR-V02       | 北長瀨             |          |          | 0.6          | 12.5                                                 | | ∥      | 岡山縣        | 岡山市 北區 |
| 山陽本線 | JR-V03       | 庭瀨               |          |          | 3.1          | 9.4                                                  | | ∥      | 岡山縣        | 岡山市 北區 |
| 山陽本線 | JR-V04       | 中                 |          |          | 4.7          | 4.7                                                  | | ∥      | 岡山縣        | 倉敷市      |
| 山陽本線 | JR-V05       | 倉敷               |          |          | 4.7          | 0.0                                                  | 西日本旅客鐵道： 山陽本線（福山方向） 水島臨海鐵道：水島本線（倉敷市）                                                                                          | ∥      | 岡山縣        | 倉敷市      |
| 伯備線   | JR-V05       | 倉敷               |          |          | 4.7          | 0.0                                                  | 西日本旅客鐵道： 山陽本線（福山方向） 水島臨海鐵道：水島本線（倉敷市）                                                                                          | ∥      | 岡山縣        | 倉敷市      |
| JR-V06   | 清音         |                    |          | 7.3      | 7.3          | 井原鐵道：井原線                                     | ∥ | 總社市 | 岡山縣        |             |
| JR-V07   | 總社         |                    |          | 3.4      | 10.7         | 西日本旅客鐵道： 吉備線（桃太郎線） 井原鐵道：井原線 | ∥ | 總社市 | 岡山縣        |             |
| JR-V08   | 豪溪         |                    |          | 4.6      | 15.3         |                                                      | ∥ | 總社市 | 岡山縣        |             |
| JR-V09   | 日羽         |                    |          | 3.7      | 19.0         |                                                      | ∥ | 總社市 | 岡山縣        |             |
| JR-V10   | 美袋         |                    |          | 3.7      | 22.7         |                                                      | ∥ | 總社市 | 岡山縣        |             |
| JR-V11   | 備中廣瀨     |                    |          | 6.9      | 29.6         |                                                      | ∥ | 高梁市 | 岡山縣        |             |
| JR-V12   | 備中高梁     |                    |          | 4.4      | 34.0         |                                                      | ∨ | 高梁市 | 岡山縣        |             |
| JR-V13   | 木野山       |                    |          | 4.8      | 38.8         |                                                      | ◇ | 高梁市 | 岡山縣        |             |
| JR-V14   | 備中川面     |                    |          | 3.9      | 42.7         |                                                      | ◇ | 高梁市 | 岡山縣        |             |
| JR-V15   | 方谷         |                    |          | 4.7      | 47.4         |                                                      | ◇ | 高梁市 | 岡山縣        |             |
|          | 廣石信號場   |                    | /        | -        | 50.8         |                                                      | ◇ | 新見市 | 岡山縣        |             |
| JR-V16   | 井倉         |                    |          | 7.8      | 55.2         |                                                      | ∧ | 新見市 | 岡山縣        |             |
| JR-V17   | 石蟹         |                    |          | 4.5      | 59.7         |                                                      | ∨ | 新見市 | 岡山縣        |             |
| JR-V18   | 新見         |                    |          | 4.7      | 64.4         | 西日本旅客鐵道： 姬新線、 藝備線                     | ◇ | 新見市 | 岡山縣        |             |
|          | 備中神代     |                    |          | 6.4      | 70.8         | 西日本旅客鐵道： 藝備線                              | ◇ | 新見市 | 岡山縣        |             |
|          | 足立         |                    |          | 6.2      | 77.0         |                                                      | ◇ | 新見市 | 岡山縣        |             |
|          | 新鄉         |                    |          | 5.8      | 82.8         |                                                      | ◇ | 新見市 | 岡山縣        |             |
|          | 上石見       |                    |          | 3.9      | 86.7         |                                                      | ◇ | 鳥取縣 | 日野郡 日南町 |             |
|          | 下石見信號場 |                    | /        | -        | 91.6         |                                                      | ◇ | 鳥取縣 | 日野郡 日南町 |             |
|          | 生山         |                    |          | 8.7      | 95.4         |                                                      | ◇ | 鳥取縣 | 日野郡 日南町 |             |
|          | 上菅         |                    |          | 3.5      | 98.9         |                                                      | ◇ | 鳥取縣 | 日野郡 日野町 |             |
|          | 黑坂         |                    |          | 4.8      | 103.7        |                                                      | ◇ | 鳥取縣 | 日野郡 日野町 |             |
|          | 根雨         |                    |          | 7.6      | 111.3        |                                                      | ◇ | 鳥取縣 | 日野郡 日野町 |             |
|          | 武庫         |                    |          | 4.7      | 116.0        |                                                      | ｜ | 鳥取縣 | 日野郡 江府町 |             |
|          | 江尾         |                    |          | 2.1      | 118.1        |                                                      | ◇ | 鳥取縣 | 日野郡 江府町 |             |
|          | 上溝口信號場 |                    | /        | -        | 122.3        |                                                      | ◇ | 鳥取縣 | 西伯郡 伯耆町 |             |
|          | 伯耆溝口     |                    |          | 9.2      | 127.3        |                                                      | ◇ | 鳥取縣 | 西伯郡 伯耆町 |             |
|          | 岸本         |                    |          | 5.0      | 132.3        |                                                      | ◇ | 鳥取縣 | 西伯郡 伯耆町 |             |
|          | 伯耆大山◆    |                    |          | 6.1      | 138.4        | 西日本旅客鐵道： 山陰本線（鳥取方向）                | ∧ | 鳥取縣 | 米子市        |             |
| ※        | 伯耆大山◆    |                    |          | 6.1      | 138.4        | 西日本旅客鐵道： 山陰本線（鳥取方向）                | ∧ | 鳥取縣 | 米子市        |             |
|          | 東山公園     |                    |          | 3.0      | 141.4        |                                                      | ∥ | 鳥取縣 | 米子市        |             |
|          | 米子         |                    |          | 1.8      | 143.2        | 西日本旅客鐵道： 山陰本線（出雲市方向）、 境線       | ∥ | 鳥取縣 | 米子市        |             |

1. ↑  赤穗線的正式終點是山陽本線東岡山站，運行系統上直通至岡山站。
2. 1 2  藝備線的正式起點是備中神代站，列車在運行系統上直通至新見站。

### 廢站
- 酒津臨時停車場：1962年廢除，倉敷站－清音站間，倉敷站起計2.5公里。酒津公園（日语：酒津公園）賞櫻用的臨時站

## 關連項目
- 日本鐵路線列表